# 依田信守
依田 信守（よだ のぶもり）は、安土桃山時代から江戸時代初期にかけての武将。

## 略歴
信濃国佐久郡芦田を根拠地とした依田氏の一族で、武田氏・徳川氏に仕えて活躍した依田信蕃の甥。初名は信盛。天正10年（1582年）3月、織田信長の武田征伐により武田氏が滅亡し、その後の本能寺の変で信長も死去して天正壬午の乱で徳川家康が甲斐国へ進駐すると、信蕃を筆頭に依田氏は徳川氏に臣従したが、信守は芦田衆・武川衆を率いて家康軍に加わった。天正壬午の乱では伯父信蕃に従って後北条氏方とよく戦い、特に加増城・小田井城の攻略には功があり、本領芦田の安堵及び駿河国志太郡稲葉郷・大津郷に800石を与えられている。翌天正11年（1583年）岩尾城攻略の際に父信幸が戦死し、自らも手傷を負っている。また信蕃も同時に戦死したため、以後は信蕃の嫡子で自身の従兄にあたる依田康国の配下となって47騎200人を率い、同年の伴野城攻めでも勇戦した。
天正13年（1585年）上田合戦に従軍して戦功があり、武田信玄に仕えた祖父・芦田信守が用いた黒地の折掛旗の使用を許され、また名も祖父と同名の信守と改めることとなった。以後も信濃に転戦し、天正18年（1590年）相木城・白岩城の反乱を鎮定。同年の小田原征伐では康国は前田利家隊に属し、松井田城・西牧城攻略に戦功があった。戦後は上野国緑野郡藤岡城に封じられた康国の弟・依田康勝に従う。慶長5年（1600年）康勝が刃傷事件を起こして出奔するが信守は藤岡城に留まり、緑野郡内及び武蔵国榛沢郡内に2000石を領した。同年の関ヶ原の戦いでは信濃を西進する徳川秀忠軍の案内役となり、上田合戦でも戦功があった。戦後は上田城将として駐屯し、慶長9年（1604年）上田において病死した。家督は弟の信政が継ぎ、さらにその跡を実子の信重が継いだ。また次男の政勝は別家を立てていずれも江戸幕府旗本家となっている。